# Joo Min-kyung
Joo Min-kyung (en hangul, 주민경; nacida el 6 de julio de 1989) es una actriz surcoreana.

## Carrera
Joo Min-kyung fue a estudiar a los 20 años a Francia, donde se graduó en Arte, y volvió a los 25 a Corea ya con el proyecto de ser actriz y dándose un plazo de cinco años para realizarlo. Su debut como actriz había sido en 2014 con la serie de JTBC Yuna's Street. Sin embargo, durante los primeros tres años no encontró papeles de relieve, sufrió dificultades económicas y pensó en renunciar. Su trabajo en Something in the Rain, casi al final de ese plazo, la convenció de que podía continuar su carrera.
Ha tenido papeles destacados como actriz de reparto en algunas series televisivas de éxito: Geum Bo-ra en Something in the Rain (2018), compañera de trabajo de la protagonista Yoon Jin-ah (Son Ye-jin); en One Spring Night, la hermana menor de Jung-in (Han Ji-min); y en Soul Mechanic Gong Ji-sun. Como protagonista, cuenta en su haber el papel de Ko Nam-young en el drama en un episodio Understanding of Electric Shock, de 2019.
Otro papel importante, en 2021, fue el de la joven guardabosques Lee Yang-sun en el proyecto especial de tvN Jirisan, una serie de misterio que tiene como escenario el parque nacional del Monte Jiri.
En 2022 protagonizó también la serie Green Mothers' Club, que sigue las vidas de cinco madres cuyos hijos van a la misma escuela; en ella su papel es el de Park Yoon-joo, una joven que haría cualquier cosa por defender a sus hijos. La actriz fue elegida por el director de la serie, que había sido asistente de dirección en el debut de aquella, Yuna's Street, y en Something in the Rain.
En 2023 coincidió de nuevo con Han Ji-min en la comedia dramática Con tacto especial, ahora no como su hermana sino como su mejor amiga. Al año siguiente tuvo también un papel en el reparto de No hay amor desinteresado, de nuevo como una de las amigas de la protagonista Son Hae-young (Shin Min-a), una mujer implicada en una relación poliamorosa que debe hacer frente a un embarazo imprevisto.

## Filmografía

### Cine
| Año  | Título                    | Hangul           | Papel                  | Ref.   |
| ---- | ------------------------- | ---------------- | ---------------------- | ------ |
| 2014 | Yuna's Street             | 앞서는 마음      | Hija del dueño de casa | [ 6 ]  |
| 2014 | Sans Retour               | 산스 리턴        | Min-kyung              |        |
| 2015 | Apocalypse                | 종말             | Ju in-gyeong           |        |
| 2017 | Knot                      | 매듭             | Ju-min                 |        |
| 2017 | America Dream             | 아메리카 드림    | Ju-gyung               |        |
| 2019 | The Most Ordinary Romance | 가장 보통의 연애 | Joo-hee                | [ 10 ] |

### Series de televisión
| Año  | Título                          | Papel               | Canal     | Notas                   | Ref.          |
| ---- | ------------------------------- | ------------------- | --------- | ----------------------- | ------------- |
| 2014 | Steal Heart                     | Jin-mi              | JTBC      |                         |               |
| 2015 | Heard It Through the Grapevine  | Compañera de Noo-ri | SBS       |                         |               |
| 2015 | Mi amada Eun Dong               | Nan-shil            | JTBC      |                         |               |
| 2018 | Something in the Rain           | Geum Bo-ra          | JTBC      |                         | [ 3 ] [ 11 ]  |
| 2018 | Sketch                          | Lee Soo-young       | JTBC      |                         | [ 12 ]        |
| 2019 | One Spring Night                | Lee Jae-in          | MBC       |                         | [ 13 ]        |
| 2019 | Understanding of Electric Shock | Ko Nam-young        | KBS2      | Drama Special Season 10 | [ 4 ] [ 14 ]  |
| 2020 | Soul Mechanic                   | Gong Ji-sun         | KBS2      |                         | [ 4 ] [ 15 ]  |
| 2021 | Jirisan                         | Lee Yang-sun        | tvN       |                         | [ 1 ] [ 16 ]  |
| 2021 | Dr. Brain                       | Doctora             | Apple TV+ | Serie web               |               |
| 2022 | Green Mothers' Club             | Park Yoon-joo       | JTBC      | Protagonista            | [ 17 ] [ 18 ] |
| 2023 | Con tacto especial              | Ok-hee              | JTBC      |                         | [ 19 ]        |
| 2024 | No hay amor desinteresado       | Cha Hee-sung        | tvN       |                         | [ 20 ] [ 21 ] |
| 2024 | Una maleta                      | Kang Yoon-ah        | Netflix   | Serie web               | [ 22 ] [ 23 ] |
| 2025 | Our Movie                       | Jo Jin-mi           | SBS       |                         |               |

## Premios y nominaciones
| Año  | Premios               | Categoría                            | Papel              | Resultado | Ref.          |
| ---- | --------------------- | ------------------------------------ | ------------------ | --------- | ------------- |
| 2024 | Premios Baeksang Arts | Mejor actriz de reparto (televisión) | Con tacto especial | Nominada  | [ 24 ] [ 25 ] |
| 2024 | Premios Baeksang Arts | Actriz más popular                   | —                  | Nominada  | [ 24 ] [ 25 ] |